# Prybužanská rovina

Prybužanská rovina (zeleně) na geomorfologické mapě Běloruska

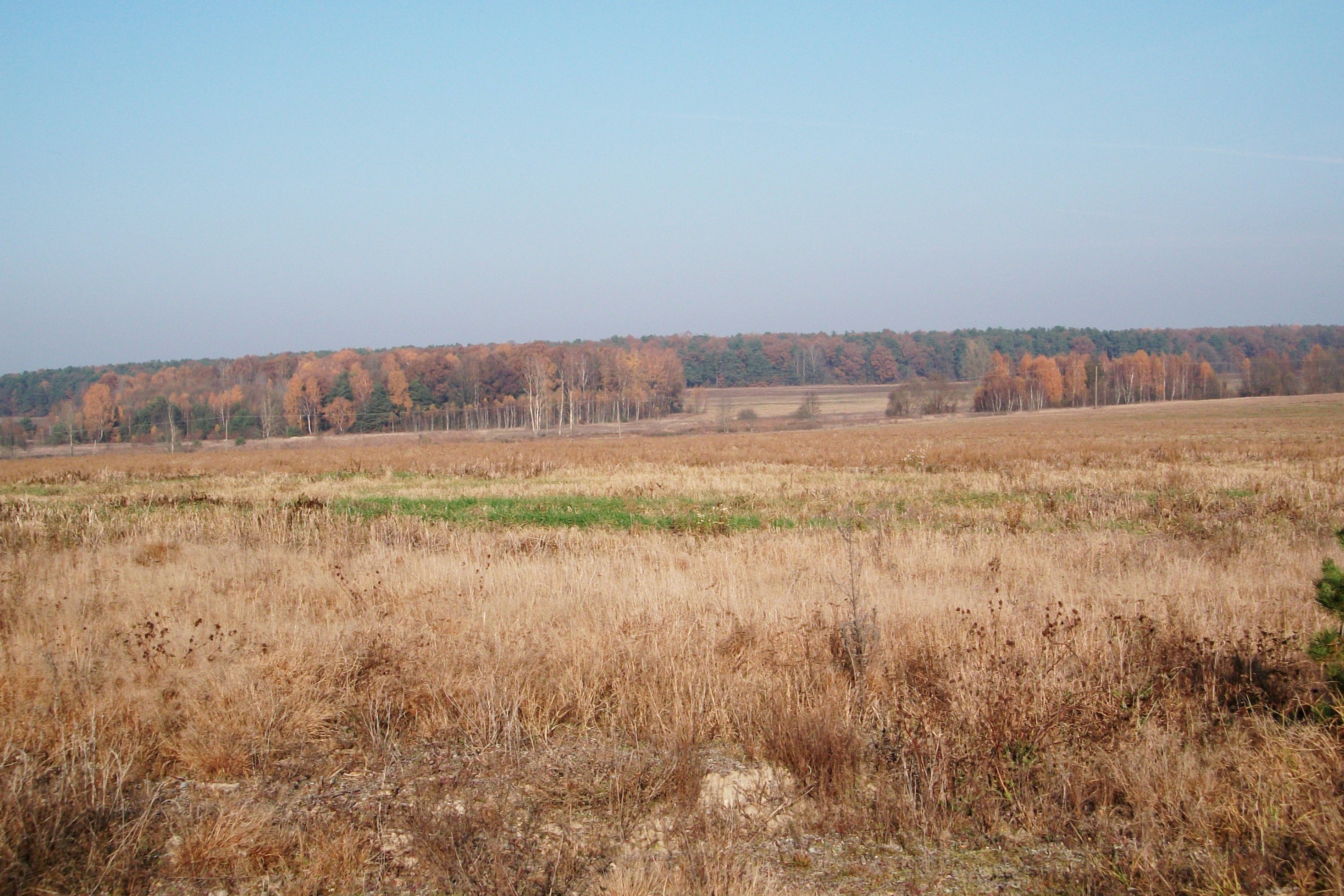
Prybužanská rovina, západně od města Kamjanca

Prybužanská rovina (bělorusky Прыбужанская раўніна) nebo také Prybužská rovina (bělorusky Прыбужская раўніна) je rovina na západě Brestské oblasti a jihozápadě Hrodenské oblasti Běloruska, přesahuje také na území Polska.
Hraničí s Vaŭkavyskou vysočinou, Zaharoddzje, Baranavickou rovinou a Brestským Polesím. Od jihozápadu na severovýchod se táhne v délce 140 km, šířka roviny se pohybuje mezi 40 a 75 km, zaujímá rozlohu 5,8 tis. km². Reliéf roviny je vlněný a plochý. Průměrná nadmořská výška se pohybuje mezi 175—200 metry nad mořem.
Je rozdělena do 2 podrajónů, Naraŭsko-Jasjaldzinskou rovinu a Kamjaněckou rovinu.
Od severu k jihu dochází k postupnému snižování roviny. V linii Šarašova — Pružany se táhne přední (zvaná též čelní či terminální) moréna, která vyznačuje hranici sožského ledovce (viz Bělavěžská grjada). V blízkosti měst Vysokaje a Kamjaněc se nacházejí terminální morény, které představují svahy a hřebeny až o 10 m. Ty jsou odděleny sedlovými sníženinami. 
Severní část je charakteristický svým fluviálním a glaciálním (ledovcovým) reliéfem, na jihu od sožské čelní morény se rozkládají dolní písky. Velké rozlohy písčitých rovin jeví patrné stopy opracování větrem. Od západní hranice Běloruska (konkrétně v obci Cichavolja na území Svislackého rajónu) až na východ k městu Bjaroza se táhne široká desetikilometrová nížinná brázda hluboká od 3 do 5 m, která je tvořena paazjerskými jezerně-aluviálními sedimenty.
Severní částí roviny prochází rozvodí mezi řekami povodí Baltského a Černého moře. Největší řekou je Západní Bug (se svým přítokem Ljasnaja) a Pulva. Na území je Prybužanské roviny se nacházejí řeky Bělaja, Naraŭ s Naraŭkou, Jeselda a kanál Viněc.
Podíl lesního porostu je nízký (9,7 %) s výjimkou její severní části, kde se nachází velká část Bělověžského pralesa. Dochované jsou převážně borové lesy. Rovinou prochází jižní hranice rozšíření  smrkových masivů v linii Bušmičy — Kamjaněc — Rečyca (v Kamjaněckém rajónu) — Ščarčova — Haradzečna (v Pružanském rajónu). Najdeme zde doubravy s příměsí borovic, smrků, jasanů.
Největším bažinným masivem je bažina Dzikoje, Chareŭská bažina a bažina Dziki Nikar. Obděláváno je 50% území na jihu a 25% na severu. Na území roviny se rozkládá „národní park Bělověžský prales“, hydrologická rezervace Дзікае, Michalinsko-Bjarozaŭská biologická rezervace.